# Lingaraja-Tempel

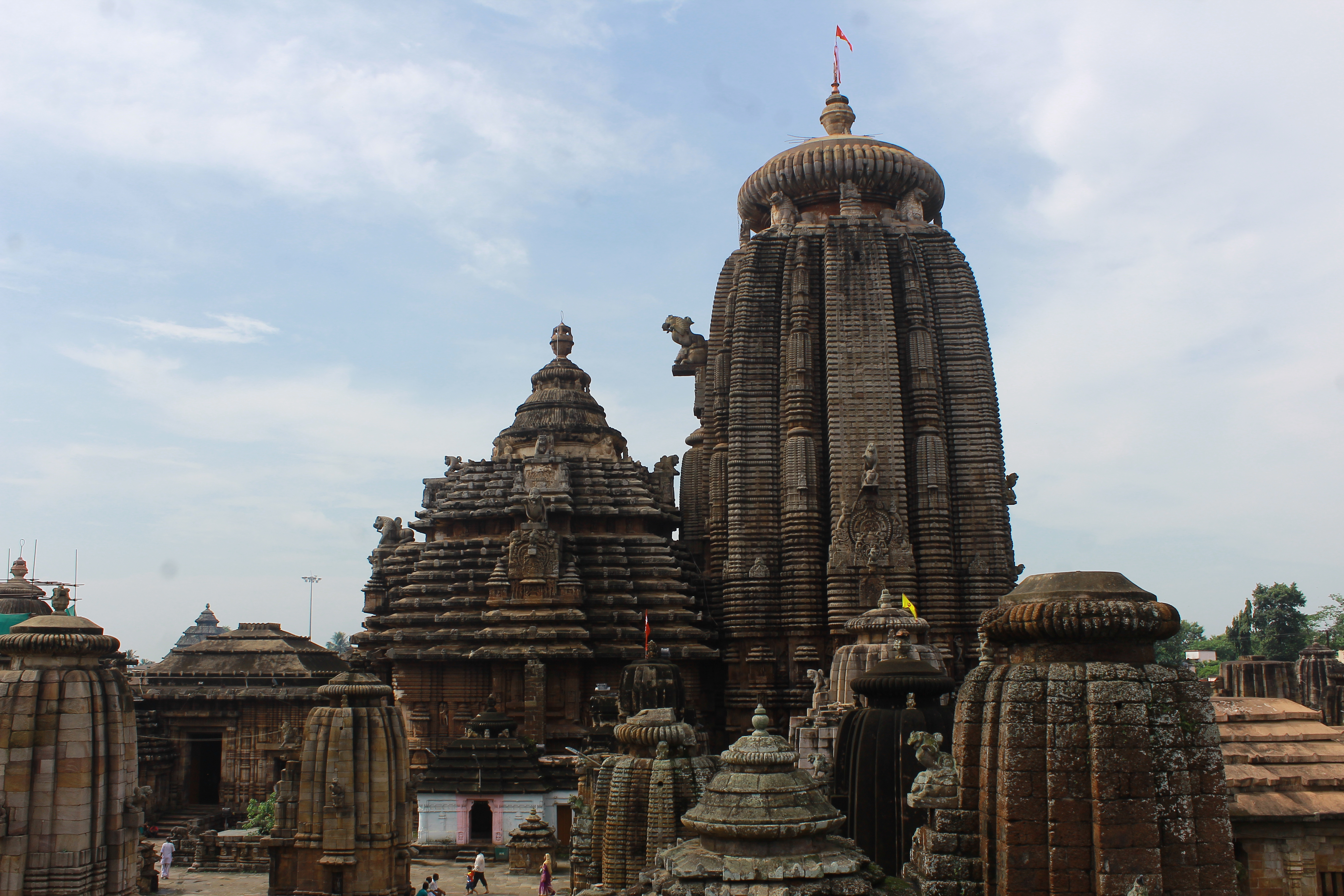
Lingaraja-Tempel in Bhubaneswar

Der Lingaraja-Tempel in der ostindischen Stadt Bhubaneswar im Bundesstaat Odisha gehört zu den bedeutendsten hinduistischen Tempelbauten des Landes. Der Tempel wird immer noch zu Kultzwecken genutzt und ist für Touristen geschlossen; Blicke und auch Fotos von einer außerhalb der Umfassungsmauer des Tempelbezirks stehenden Plattform sind jedoch gestattet.

## Weihe
Mit der Bezeichnung Lingaraja (deutsch: ‚König/Herr des Lingam‘) ist eindeutig Shiva gemeint, doch weist die lokale Überlieferung auf einen Harihara-Tempel hin, der Shiva und Vishnu in deren gemeinsamer Gestalt als Harihara geweiht ist. In der Cella (garbhagriha) des Tempels steht ein über 2 m hoher Lingam, doch finden sich im Innern des Tempels an prominenter Stelle auch mehrere Vishnu-Statuen. Durch den Vishnu geweihten Jagannath-Tempel im 30 km südlich gelegenen Puri hatte der Vishnu-Kult in der Region eine große Bedeutung erlangt, der man sich auch im größten Heiligtum Bhubaneswars nicht verschließen konnte. So entschloss man sich, Vishnu mit in die Verehrung einzubeziehen, was am einfachsten in der Form von Harihara möglich war.

## Geschichte
Die Ursprünge des Lingaraja-Tempels lassen sich – der Überlieferung nach – bis ins 7./8. Jahrhundert zurückverfolgen, doch stammen die vier Bauteile des heutigen Tempels aus dem 11. und frühen 12. Jahrhundert. Weitere kleinere Tempel wurden im Lauf der Zeit hinzugefügt, so dass manchmal von einem Panchayatana-Grundriss gesprochen wird, der jedoch wegen der Vielzahl von Bauten auf dem Gelände nur noch bedingt erkennbar ist.

## Architektur

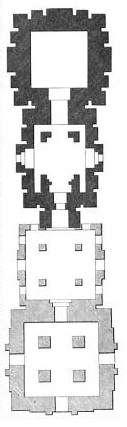
Tempelgrundriss

Markantester Bauteil des in Ost-West-Richtung orientierten Tempels ist der knapp 45 m hohe Turm (rekha-deul), der die im Westen befindliche Cella (garbhagriha) umschließt und überhöht; davor befindet sich eine Versammlungshalle (jagamohana) mit einem gestuften Pyramidendach (pitha-deul) – beide Bauteile werden gemeinhin ins 11. Jahrhundert datiert, wohingegen der zweigeteilte Eingangsbereich bestehend aus einer sogenannten Tanzhalle (natamandira) und einer Opferhalle (bhogamandapa) dem frühen 12. Jahrhundert zugeordnet wird. Alle Bauteile haben leicht unterschiedliche Höhen, so dass der Weg der Gläubigen hin zur deutlich höher gelegenen, aber nur von Brahmanen zu betretenden Cella dem Auf und Ab eines Gebirgspfades gleicht; die Assoziation eines nordindischen Tempels (vor allem eines Großtempels) mit einem abstrahierten Gebirge (Himalaya) ist wiederholt in der Literatur formuliert worden.
Der im äußeren nahezu oktogonal wirkende Turm umschließt eine im Innern quadratische Cella; er schließt nach oben ab mit einem beinahe schwebend wirkenden Amalaka-Ringstein, dessen Spitze von einem glückverheißenden Krug (kalasha) gebildet wird. In leicht veränderter Form wiederholen sich beide Motive auf den drei anderen Dächern des Tempels.

## Bedeutung
Der Lingaraja-Tempel wird häufig mit den in der Zeit von ca. 930 bis 1050 entstandenen Großtempeln im Tempelbezirk von Khajuraho (Lakshmana-Tempel, Vishvanata-Tempel und Kandariya-Mahadeva-Tempel) verglichen. Anders als diese steht der Lingaraja-Tempel nicht auf einer hohen Plattform (jagati), sondern auf einer etwa einen Meter hohen Sockelzone in leicht versenktem ebenem Gelände, was zur Folge hat, dass die früher so bedeutsame rituelle Umschreitung (pradakshina) während der Monsunzeit oder bei Starkregenfällen nicht möglich war. Außerdem wirkt der Bau mangels Balkonen (jarokas) eher hermetisch verschlossen und deutlich abweisender als die Tempel von Khajuraho. Darüber hinaus fehlt am Lingaraja-Tempel der für Khajuraho so prägnante (erotische) Skulpturenschmuck.

## Sonstiges
Der Lingaraja-Tempel erhielt im Verlauf seiner langen Geschichte eine Vielzahl von Stiftungen in Form von Geld und Grundstücken. Außerdem gibt es in der Höhe abgestufte Gebühren für die Zeremonien der Priester. Im Jahr 2011 kamen so mehr als 5 Millionen Rupien zusammen – eine für indische Verhältnisse beträchtliche Summe.